# Torre di Santa Maria
Torre di Santa Maria is een gemeente in de Italiaanse provincie Sondrio (regio Lombardije) en telt 884 inwoners (31-12-2004). De oppervlakte bedraagt 45,5 km², de bevolkingsdichtheid is 20 inwoners per km².
De volgende frazioni maken deel uit van de gemeente: Prato, Sant'Anna, Tornadù.

## Demografie
Torre di Santa Maria telt ongeveer 393 huishoudens. Het aantal inwoners daalde in de periode 1991-2001 met 5,4% volgens cijfers uit de tienjaarlijkse volkstellingen van ISTAT.
| Jaar | Inwoneraantal |
| ---- | ------------- |
| 1991 | 943           |
| 2001 | 892           |

## Geografie
Torre di Santa Maria grenst aan de volgende gemeenten: Berbenno di Valtellina, Buglio in Monte, Caspoggio, Castione Andevenno, Chiesa in Valmalenco, Montagna in Valtellina, Postalesio, Sondrio, Spriana.